# Bretagne-de-Marsan
Bretagne-de-Marsan is een gemeente in het Franse departement Landes (regio Nouvelle-Aquitaine). De plaats maakt deel uit van het arrondissement Mont-de-Marsan. Bretagne-de-Marsan telde op 1 januari 2022 1.626 inwoners.

## Geografie
De oppervlakte van Bretagne-de-Marsan bedroeg op 1 januari 2022 12,93 vierkante kilometer; de bevolkingsdichtheid was toen 125,8 inwoners per km².

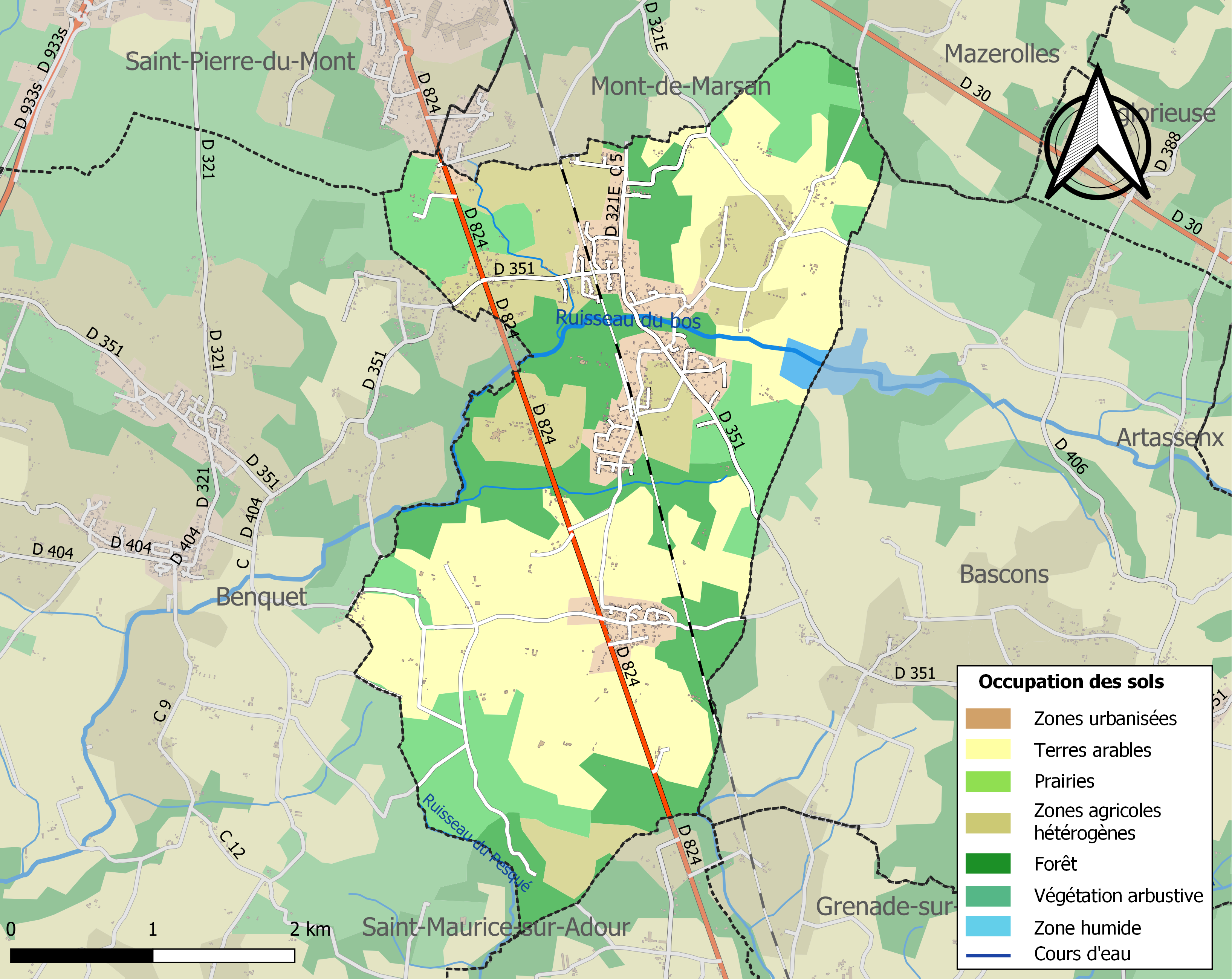
Kaart van de gemeente met de belangrijkste infrastructuur, bodemgebruik en omliggende gemeenten

## Demografie
Onderstaande figuur toont het verloop van het inwonertal (bron: INSEE-tellingen).